# Acuerdos de Bicesse

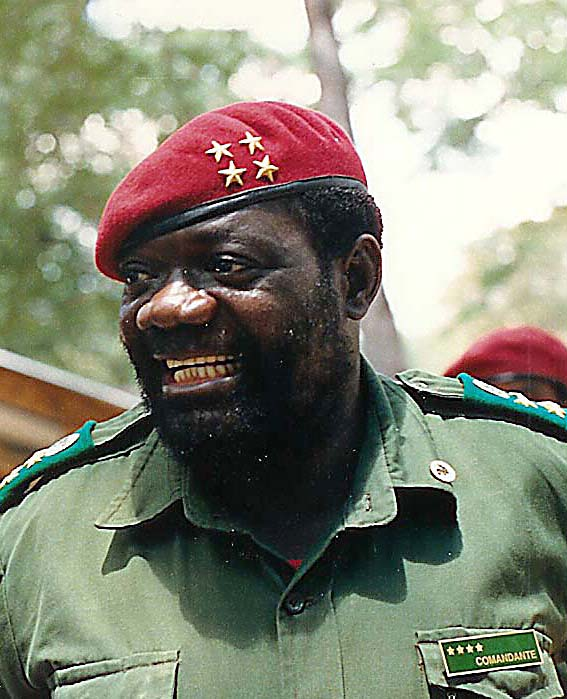
Jonas Savimbi, líder de la UNITA.

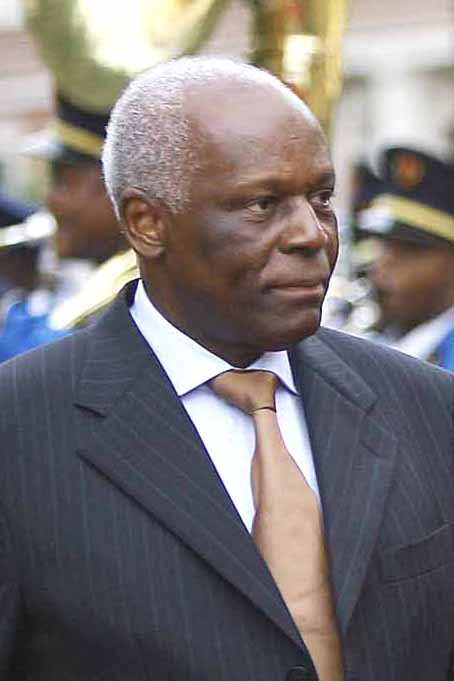
José Eduardo dos Santos, líder del MPLA y el gobierno angoleño.

Los Acuerdos de Bicesse, también conocidos como los Acuerdos de Estoril, disponían una transición a la democracia multipartidista en Angola bajo la supervisión de la misión UNAVEM II de las Naciones Unidas. El presidente José Eduardo dos Santos del MPLA y Jonas Savimbi de la UNITA firmaron el acuerdo en Estoril, Lisboa el 31 de mayo de 1991. La UNITA rechazó los resultados oficiales de las elecciones presidenciales de 1992 como tergiversadas y renovó su guerra de guerrillas.

## Negociación
La UNITA y el MPLA, entonces partido de gobierno de Angola, comenzaron seis rondas de negociaciones en abril de 1991. El gobierno portugués representado por el canciller José Manuel Barroso hizo de intermediario en la discusión, mientras los funcionarios de los Estados Unidos y la Unión Soviética observaban.

## Términos del tratado
El gobierno de Angola y la UNITA formaron la Comisión Conjunta de Verificación y Supervisión (CCVS) y la Comisión Conjunta sobre la formación de las Fuerzas Armadas Angoleñas, FAA. La CCVS supervisó la reconciliación política mientras que la segunda supervisaba la actividad militar. Los acuerdos trataron de desmovilizar a los 152 000 combatientes activos e integrar las restantes tropas del gobierno y los rebeldes de la UNITA en unas FAA de cincuenta mil efectivos. Las FAA consistirían en un ejército nacional con 40 000 soldados, seis mil en la marina, y cuatro mil en la fuerza aérea. Las elecciones pluripartidistas supervisadas por las Naciones Unidas se celebraron en septiembre de 1992.

## Implementación
Mientras que la ONU declaró que las elecciones presidenciales habían sido en general "libres y justas", la UNITA no aceptó los resultados que dieron la victoria al MPLA y continuó la lucha. 120 000 personas murieron en los primeros dieciocho meses siguientes a las elecciones de 1992, casi la mitad del número de víctimas de los anteriores dieciséis años de guerra. El Protocolo de Lusaka de 1994 reafirmó los Acuerdos de Bicesse.